# 하양초등학교
하양초등학교는 대한민국 경상북도 경산시 하양읍 금락리에 있는 공립 초등학교이다.

## 학교 연혁
- 1909년 4월 1일 사립학교 설립(북면 자인향교 문묘)
- 1911년 9월 1일 하양공립보통학교(4년제)로 개명 (도리리)
- 1923년 3월 31일 6년제 승격
- 1923년 12월 28일 현 위치로 이전
- 1938년 4월 1일 하주공립심상소학교로 개칭[1]
- 1941년 4월 1일 하주공립국민학교로 개칭[2]
- 1947년 1월 20일 하양국민학교로 개명
- 1975년 3월 1일 하주국민학교 개교로 4학급(학생 250명) 전출
- 1975년 12월 29일 강당 준공
- 1981년 3월 1일 병설유치원 1학급(40명) 편성
- 1983년 3월 1일 특수학급 1학급(39명) 편성
- 1988년 10월 23일 김성도 노래비 건립
- 1993년 8월 26일 방송실 설치
- 1996년 3월 1일 하양초등학교로 개칭[3]
- 1999년 3월 1일 금락초등학교 분리 개교
- 1999년 9월 1일 화성분교장 편입
- 2007년 12월 24일 영어 체험실 및 종합학습실 구축 사업
- 2008년 8월 10일 운동장 인조 잔디 조성 공사(국민체육진흥공단)
- 2009년 3월 25일 보육실, 보건실, 영어전용실 개관
- 2016년 9월 1일 제30대 권영철 교장 부임
- 2017년 2월 14일 제106회 졸업 (남 80명, 여 62명, 계 142명, 총 졸업생수 24,419명)
- 2017년 3월 1일 35학급 편성(분교장 3학급)

## 학교 상징
- 교목 - 소나무 : 하늘 높이 힘차게 뻗어나는 기백과 사철 늘 푸름을 지나고 모진 비바람에도 굳건히 서서 견디는 늠름한 기상이다.
  - 늘 푸른 나무 - 정직
  - 힘찬 기백 - 희망
  - 굳건히 견딤 - 인내
- 교화 - 장미 : 꽃품이 아름답고 냄새가 향기로워 꽃의 여왕이라 불림, 사랑과 순결, 고상한 성품을 상징한다.
  - 꽃의 여왕 - 순결
  - 아름다운 꽃 - 사랑
  - 아름다운 향기 - 인격

## 참고 자료
- 하양초등학교 - 한국교육학술정보원 학교알리미